# Котов (Ровненская область)
Котов (укр. Котів) — село в Белокриницкой сельской общине Ровненского района Ровненской области Украины.
Население по переписи 2001 года составляло 675 человек. Почтовый индекс — 35375. Телефонный код — 362. Код КОАТУУ — 5624689809.